# Мачулищанский поссовет
Мачулища́нский поссовет (бел. Мачулішча́нскі пассавет) — упразднённая административно-территориальная единица в составе Минского района Минской области Республики Беларусь. Административный центр — городской посёлок Мачулищи.

## География
Железнодорожная станция на линии Минск – Осиповичи. В 15 км к юго-востоку от Минска.

## История
10 февраля 1997 года военный городок № 92 преобразован в посёлок городского типа Мачулищи. 5 мая 1997 года состоялись выборы в поселковый Совет депутатов и исполнительный комитет.
В 2006 году в подчинение Мачулищанскому поссовету переданы деревни Александрово и Мачулищи, ранее находившиеся в Сеницком сельсовете. 21 декабря 2012 года была упразднена деревня Александрово, 28 мая 2013 года её территория присоединена к Мачулищам. 15 августа 2014 года была упразднена деревня Мачулищи, 22 октября 2014 года её территория присоединена к Мачулищам.
Общая площадь земель городского посёлка 1100,77 га.
16 ноября 2014 года Мачулищанский поссовет упразднён.

## Состав
В состав входит один населённый пункт: городской посёлок Мачулищи.

## Население

### Численность
- 2023 год — 10 474 человек

### Динамика
- 2023 год — 10 474 человек

## Достопримечательность
На территории поссовета находится биологический заказник «Соколиный».